# Nordhorn
Nordhorn är en stad i Niedersachsen, Tyskland med cirka 56 000 invånare. Nordhorn har en framgångsrik handbollsklubb HSG Nordhorn där flera svenska spelare har spelat.